# جایزه بزرگ بلژیک ۱۹۵۱
جایزه بزرگ بلژیک ۱۹۵۱ (انگلیسی: ‎1951 Belgian Grand Prix‎) یک مسابقهٔ موتوری در رشتهٔ اتومبیل‌رانی فرمول یک بود که در تاریخ ۱۷ ژوئن ۱۹۵۱ در اسپا-فرانکورشان واقع در اسپا، بلژیک برگزار شد. این گراند پری در میان ۸ گراند پری در فصل ۱۹۵۱، مسابقهٔ شمارهٔ ۳ بود.
در این مسابقه که در ۳۶ دور و به مسافت ۵۰۸٫۳۲۰ کیلومتر (۳۱۵٫۸۵۵ مایل) برگزار شد، پول پوزیشن توسط خوان مانوئل فانخیو کسب شد و سریع‌ترین زمان برای طی یک دور پیست که برابر با ۴:۲۲٫۱ بود نیز توسط خوان مانوئل فانخیو به ثبت رسید.
نینو فارینا از تیم آلفا رومئو، آلبرتو اسکاری از تیم فراری و لوییجی ویلورزی از تیم فراری به‌ترتیب مقام‌های اول تا سوم مسابقه را کسب کردند.

## رده‌بندی قهرمانی پس از مسابقه
| رده‌بندی قهرمانی رانندگان \| \| جایگاه \| راننده \| امتیاز \| \| -------- \| ------ \| ------------------ \| ------ \| \| ۴ \| ۱ \| نینو فارینا \| ۱۲ \| \| ۱ \| ۲ \| خوان مانوئل فانخیو \| ۱۰ \| \| ۱ \| ۳ \| لی والارد \| ۹ \| \| ۸ \| ۴ \| آلبرتو اسکاری \| ۶ \| \| ۲ \| ۵ \| پیرو تاروفی \| ۵ \| \| منبع:[۱] \| \| \| \| |        |                    |        |
| | جایگاه | راننده             | امتیاز |
| ۴ | ۱      | نینو فارینا        | ۱۲     |
| ۱ | ۲      | خوان مانوئل فانخیو | ۱۰     |
| ۱ | ۳      | لی والارد          | ۹      |
| ۸ | ۴      | آلبرتو اسکاری      | ۶      |
| ۲ | ۵      | پیرو تاروفی        | ۵      |
| منبع: |        |                    |        |

یادداشت
- تنها پنج جایگاه نخست از هر رده‌بندی نمایش داده شده‌است.